# Pacificum, el retorno al océano
Pacificum: el retorno del océano, es una película documental peruana de 2017 dirigida por Mariana Tschudi.

## Argumento
Se trata de un documental para cine de divulgación científica que desvela por primera vez los secretos del océano peruano. El documental presenta la visión de cuatro científicos y especialistas del mar, que deciden emprender, a inicios del siglo XXI, varios viajes por la costa del Pacífico peruano para enseñar la riqueza del mar y las especies marinas en el país. Esta travesía muestra cómo era la relación de respeto y devoción de los antiguos pobladores de Perú con su entorno marino y nos muestra el descubrimiento de especies y mundos submarinos desconocidos hasta entonces.
Además, se enseñan maneras sostenibles y rentables de relacionarse con el mar así como la creación de áreas marinas protegidas.  El documental fue producido a lo largo de cinco años durante largos viajes, a través de una mirada aérea, terrestre y subacuática.

## Reparto
El documental está protagonizado por cuatro especialistas: Rodolfo Salas (paleontólogo), José Canziani (arquitecto y urbanista), Yuri Hooker (biólogo marino) y Belén Alcorta (especialista en ecoturismo y observación de ballenas jorobadas), quienes buscan sensibilizar a los espectadores, con un lenguaje simple, para que tomen conciencia de lo que tiene Perú.

## Estreno
- Estreno en los cines de Perú: 28 de septiembre de 2017.
- Estreno en Netflix: 15 de junio de 2018.

## Citas del equipo
Citas de la directora cuando recibió el premio del público en el Festival de Cine de Lima:
- “Nuestra intención es una nueva mirada al mar: estamos en un punto crítico con el mar peruano y mientras más gente vea esta película, una nueva relación con el mar se puede crear, desde el respeto y la reciprocidad”.[5]
- "El objetivo es descubrir y exponer todo aquello que no es visible para que el público quede enamorado y fascinado, y a partir de ello fomentar el respeto que deberíamos tener por nuestro mar."

Cita del paleontólogo Rodolfo Salas tras la proyección del documental en el Museo de Historia Natural de la Universidad San Marcos:
- “El documental ha sido una oportunidad para expresar lo que sabemos y llegar al público en general. Los artículos que escribo en revistas especializadas solo los leen 30 o 40 personas".[5]

## Críticas
- Según el blog peruano Fotograma a la Luz: "Tenía muchas ganas de ir a ver “Pacificum: el retorno al océano” y de antemano, confiaba en su riqueza visual, pero no imaginé que sería tanto más que eso. Resultó ser una película hermosa, relevante y de gran valor científico; muy emocionante para los peruanos."[6]
- Según el blog Cinetracto: "Hay que ser bien conchudo para hacer un documental sobre la conservación del mar peruano y recibir plata de uno de sus principales contaminadores. Cuando uno se da cuenta de quienes financian, es fácil entender porque el documental es bastante parcial y solo critica la pesca local y la falta de una reserva acuática, sabiendo que hay muchos, demasiados conflictos y amenazas sobre todo el litoral."[7]

## Premios
- Recibió el primer premio del público en el 21 Festival de Cine de Lima en el año 2017.[8]